# Dobbelsteenslang
De dobbelsteenslang of dambordslang (Natrix tessellata) is een slang uit de familie toornslangachtigen (Colubridae) en de onderfamilie waterslangen (Natricinae).

## Naam en indeling
De wetenschappelijke naam van de soort werd voor het eerst voorgesteld door Josephus Nicolaus Laurenti in 1768. Oorspronkelijk werd de wetenschappelijke naam Coronella tessellata gebruikt. De slang werd lange tijd aan het niet langer erkende geslacht Tropidonotus toegekend. Het is naaste familie van de in de Benelux voorkomende ringslang (Natrix helvetica).

## Uiterlijke kenmerken

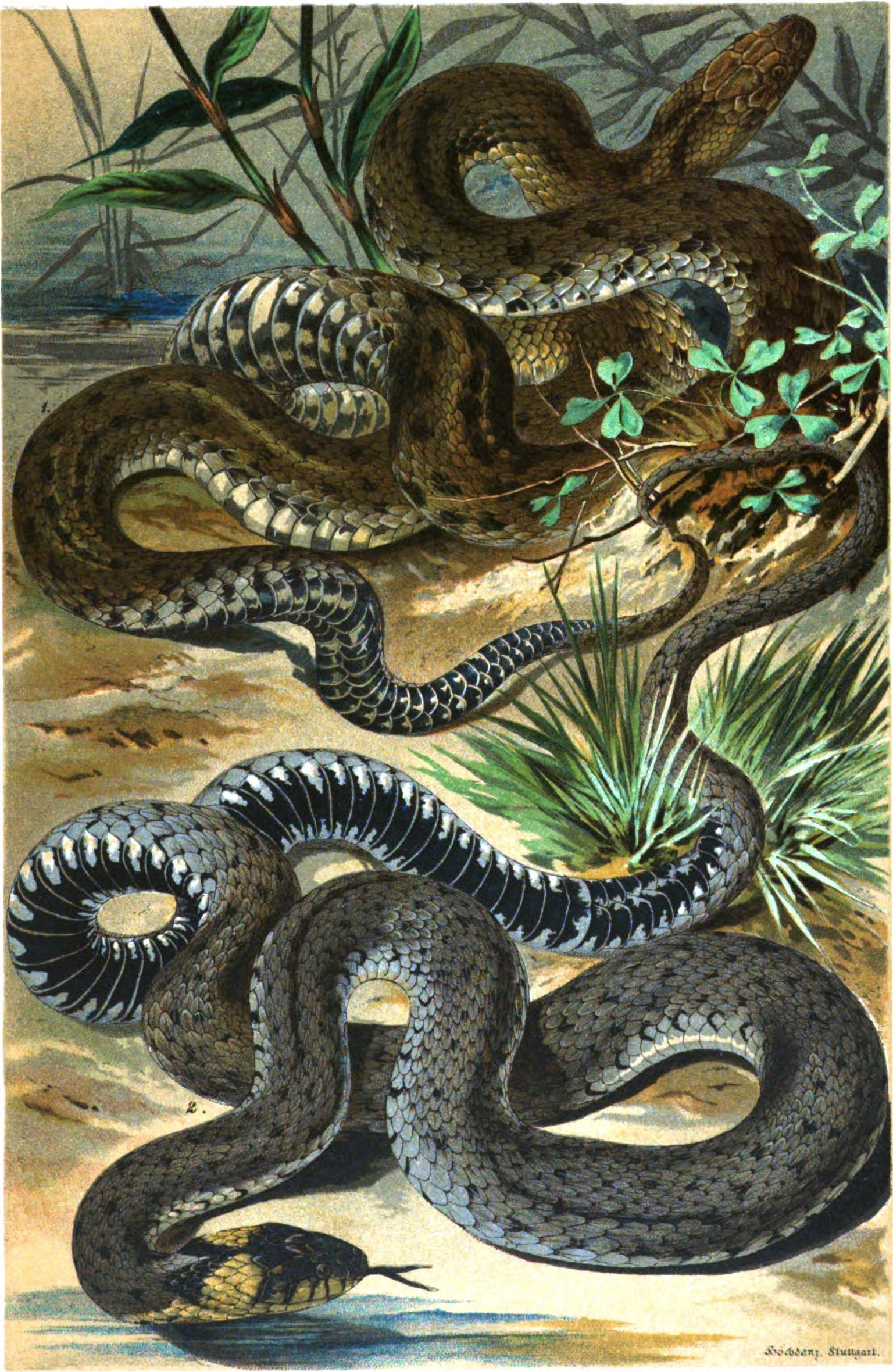
Afbeelding van dobbelsteenslang (boven) en oostelijke ringslang Natrix natrix (onder) inclusief onderzijde

De dobbelsteenslang heeft een olijfgroene tot donkerbruine of bijna zwarte kleur, in centraal Europa is de grijsgroene variant de meest voorkomende vorm. Op de bovenzijde zijn meestal vier of meer regelmatige duidelijke vlekkenrijen aanwezig, die soms versmolten zijn tot dwarsbanden. De vlekken zijn meestal donkerder tot zwart en zijn vaak enigszins vierkant van vorm. De Nederlandse naam is te danken aan het patroon van vierkante zwarte vlekken op de buik, de wetenschappelijke soortnaam tessellata betekent 'geblokt'.
De dobbelsteenslang is aangepast op een leven in het water, dit is te zien aan de driehoekige, platte kop met een puntige snuit. De ogen steken wat uit en de pupil is rond van vorm. Hierdoor kan de slang beter zien onder water. Op de nek is vaak een V-vormige vlek aanwezig. De meeste mannelijke exemplaren blijven ongeveer 60 tot 80 centimeter, vrouwtjes worden gemiddeld langer en kunnen meer dan 1,3 meter bereiken. Van de ringslang is de dobbelsteenslang te onderscheiden door het ontbreken van de gele ring rond de hals. De adderringslang heeft een bredere kop en een meer zigzag-achtig strepenpatroon op de rug, waardoor enige gelijkenis ontstaat met de giftige adder (Vipera berus). Net als de adderringslang en de ringslang is de dobbelsteenslang niet giftig.

## Levenswijze

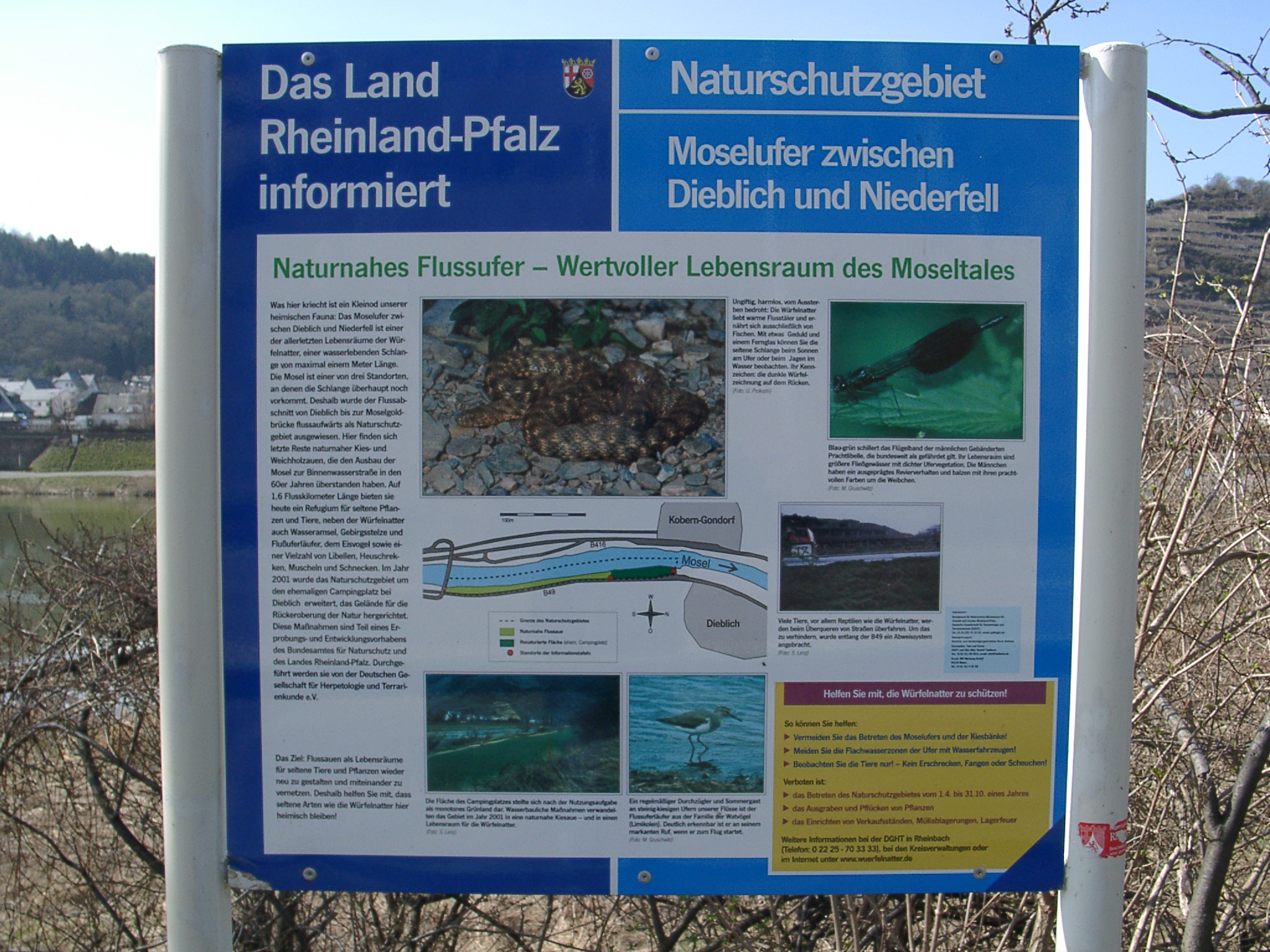
Informatiepaneel in een natuurgebied aan de Moezel, waar dobbelsteenslangen voorkomen

De dobbelsteenslang is een echte waterbewoner die uitstekend kan zwemmen, ook in stromend water en brak water wordt de slang gevonden, en op het land doet de slang qua snelheid niet onder voor landbewonende soorten. De verwante en meer bekende ringslang is eveneens veel bij het water te vinden, maar de ringslang jaagt voornamelijk langs de oevers op kikkers. De dobbelsteenslang jaagt onder water op vissen en brengt een groot deel van zijn leven onder water door. Het nadeel van deze aquatische levenswijze is de relatief koelere omgevingstemperatuur van het water, waar de ringslang minder last van heeft. De ringslang komt hierdoor ook voor in meer noordelijke streken, zoals Nederland, waar de watertemperatuur te laag is voor de dobbelsteenslang.
Het land wordt af en toe betreden om te zonnen zodat de slang op kan warmen en zo efficiënter kan jagen. Bij verstoring wordt snel het water opgezocht en ondergedoken. De afzet van de eitjes vindt ook op het land plaats, evenals de winterslaap die gehouden wordt in een holletje bij de waterkant. De dobbelsteenslang staat bekend als een schuwe soort die niet bijt. Bij gevaar kan de slang zijn laatst gegeten maaltijd uitspugen en een smerig ruikende vloeistof afscheiden uit geurklieren. Ook kent de slang net als verwante soorten het trucje 'schijndood', waarbij het dier zich op de rug draait en doet of het al enige tijd dood is.

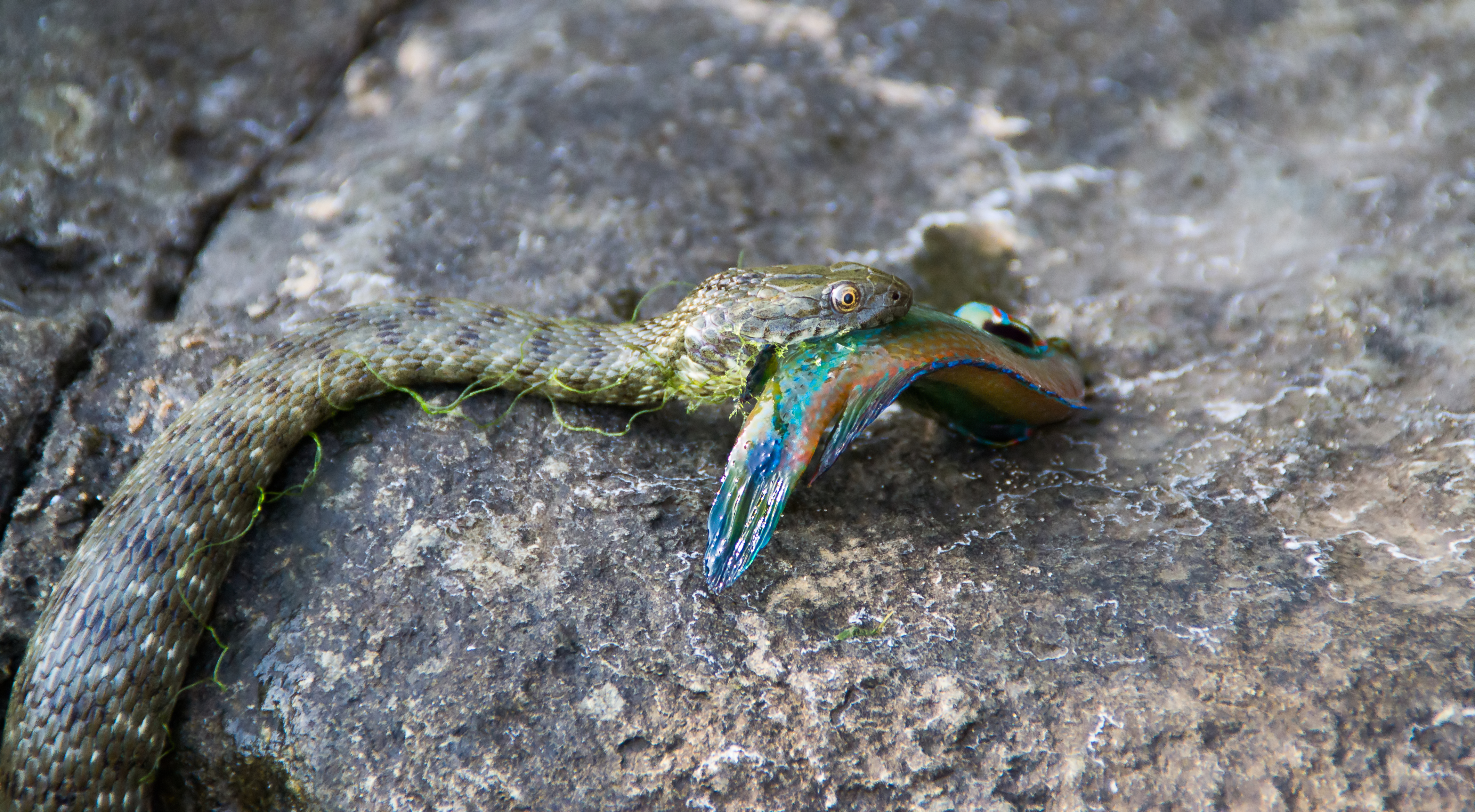
Met een buitgemaakte vis (Symphodus ocellatus), Bulgarije.

Het voedsel bestaat voornamelijk uit vis, maar ook amfibieën zoals kikkers en kikkervisjes worden gegeten. De dobbelsteenslang is in tegenstelling tot de meeste slangen een actieve jager, die vaak zijn prooi opzoekt onder ondergedoken objecten en in vegetatie. Soms wordt de prooi opgewacht in een hinderlaag: de slang kan ongeveer een kwartier onder water blijven.
In de paartijd zoeken de dieren elkaar op en kunnen grote groepen vormen. Het aantal eitjes varieert van tien tot vijftien per legsel. Deze zijn net als de eitjes van de ringslang verbonden met een soort streng, in het najaar komen ze uit. De juvenielen zijn dan ongeveer 15 tot 25 cm in lengte en zijn na drie jaar volwassen.

## Bedreigingen
Populaties in Roemenië, in de Dobroedsja, worden vaak aangetast door nematoden van het geslacht Eustrongylides.
De opwarming van de aarde vormt op veel plaatsen, o.a. in Turkije, een bedreiging voor de soort, omdat de wetlands, waar de dobbelsteenslang voorkomt, grotendeels aan verdroging blootstaan. Ook ander menselijk ingrijpen, waaronder het reguleren van beek- en rivieroevers, heeft vanaf het midden van de 20e eeuw de habitat van deze soort sterk verkleind.
Natuurlijke vijanden van de dobbelsteenslang zijn o.a. marterachtigen, bisamratten, grote ratten, reigers, grote meeuwen, snoeken en andere grote roofvissen. In Duitsland is predatie van zeer jonge dobbelsteenslangen door wilde eenden waargenomen.

## Verspreiding en habitat

Verspreidingsgebied in rood

De dobbelsteenslang heeft een enorm verspreidingsgebied in grote delen van Europa met uitzondering van het noorden en westen, de soort komt niet voor in Nederland of België. Populaties komen voor tot in Duitsland, in natuurreservaten aan de Moezel, de Nahe en de Lahn. In Frankrijk is het verspreidingsgebied beperkt tot de oevers van het Meer van Genève. De slang is te vinden tot in delen van noordelijk Afrika, het Midden-Oosten en delen van Azië tot in China.
Het totale verspreidingsgebied strekt zich uit over de landen:
- Geheel of gedeeltelijk in Europa:

Frankrijk, Duitsland, Polen, Tsjechië, Oostenrijk, Zwitserland, Italië, Hongarije, Roemenië, Kroatië, Slovenië, Slowakije, Bosnië en Herzegovina, Montenegro, Macedonië, Oekraïne, Rusland, Georgië, Servië, Turkije, Albanië, Bulgarije, Griekenland en Cyprus.
- In Azië en Noord-Afrika:

India, Jemen, Iran, Irak, Syrië, China, Afghanistan, Armenië, Azerbeidzjan, Kazachstan, Turkmenistan, Tadzjikistan, Oezbekistan, Kirgizië, Pakistan, Jordanië, Libanon, Egypte en Israël.
De habitat bestaat uit grasland, vele verschillende typen draslanden en gebieden met brak water langs de kust zoals estuaria. Ook in door mens aangepaste omgevingen komt de soort voor, zoals vijvers, kanalen en afwateringen. De soort is aangetroffen van zeeniveau tot op een hoogte van ongeveer 2800 meter boven zeeniveau.

## Beschermingsstatus
Door de internationale natuurbeschermingsorganisatie IUCN is de beschermingsstatus 'veilig' toegewezen (Least Concern of LC).
In verscheidene landen, waaronder Duitsland, Zwitserland en Oostenrijk, is de soort op de Rode Lijst van streng te beschermen, bedreigde diersoorten geplaatst. In Frankrijk en Italië daarentegen geldt de dobbelsteenslang als niet bedreigd.